# Azhdarchoidea
Los azdarcoideos (Azhdarchoidea) son un grupo de pterosaurios dentro del suborden Pterodactyloidea.

## Clasificación
Listado de familias y géneros según Unwin (2006) excepto donde se especifique.
- Superfamilia Azhdarchoidea
- Género Aurorazhdarcho[1]
  - Género Ornithostoma[2]
- Género Microtuban[3]
- Género Vectidraco[4]
  - Familia Chaoyangopteridae[5]
  - Familia Lonchodectidae
  - Familia Tapejaridae
  - Familia Thalassodromidae[6]
  - Familia Azhdarchidae
  - Posibles géneros válidos de azdarcoideos
    - Bennettazhia
    - Bogolubovia
    - Cimoliornis[7]
    - Doratorhynchus
    - "Ornithocheirus" bunzeli

## Filogenia
Hay actualmente dos visiones en competencia de las relaciones de los azdarcoideos. La primera, presentada por Felipe Pinheiro et al. en 2011 considera a los tapejáridos como un clado monofilético que incluye a los talasodrominos y a los chaoyangopterinos. La segunda, sustentada por Lu et al. 2008 así como Naish & Martill 2006, considera a los tapejáridos como un grado parafilético de azdarcoideos primitivos. Todos los azdarcoideos más cercanos a Azhdarcho que a Tapejara son incluidos en el clado Neoazhdarchia ("azdárquidos nuevos").
|  | Thalassodrominae                                                  |
|  |                                                                   |
|  | \| \| Chaoyangopterinae \| \| \| \| \| \| Tapejarinae \| \| \| \| |
|  |                                                                   |
|  | Chaoyangopterinae                                                 |
|  |                                                                   |
|  | Tapejarinae                                                       |
|  |                                                                   |

|  | Chaoyangopterinae |
|  |                   |
|  | Tapejarinae       |
|  |                   |

|  | Thalassodrominae                                                  |
|  |                                                                   |
|  | \| \| Chaoyangopterinae \| \| \| \| \| \| Tapejarinae \| \| \| \| |
|  |                                                                   |
|  | Chaoyangopterinae                                                 |
|  |                                                                   |
|  | Tapejarinae                                                       |
|  |                                                                   |

|  | Chaoyangopterinae |
|  |                   |
|  | Tapejarinae       |
|  |                   |

|  | Thalassodromidae                                                   |
|  |                                                                    |
|  | \| \| Chaoyangopteridae \| \| \| \| \| \| Azhdarchidae \| \| \| \| |
|  |                                                                    |
|  | Chaoyangopteridae                                                  |
|  |                                                                    |
|  | Azhdarchidae                                                       |
|  |                                                                    |

|  | Chaoyangopteridae |
|  |                   |
|  | Azhdarchidae      |
|  |                   |

|  | Thalassodromidae                                                   |
|  |                                                                    |
|  | \| \| Chaoyangopteridae \| \| \| \| \| \| Azhdarchidae \| \| \| \| |
|  |                                                                    |
|  | Chaoyangopteridae                                                  |
|  |                                                                    |
|  | Azhdarchidae                                                       |
|  |                                                                    |

|  | Chaoyangopteridae |
|  |                   |
|  | Azhdarchidae      |
|  |                   |